# Aleksandar Marković
Aleksandar Marković, cyryl. Александар Марковић (ur. 7 sierpnia 1975, Belgrad) – serbski dyrygent symfoniczny i operowy.

## Życiorys
Marković w młodości uczył się gry na fortepianie. Ukończył dyrygenturę orkiestrową pod kierunkiem Leopolda Hagera na Universität für Musik und darstellende Kunst Wien. Uczestniczył również w kursach mistrzowskich Accademia Musicale Chigiana w Sienie, gdzie został wyróżniony diploma d’onore. Był dyrektorem artystycznym Filharmonii Koszalińskiej (2004–2005), głównym dyrygentem Tyrolskiego Państwowego Teatru i Orkiestry w Innsbrucku (2005–2008), dyrektorem muzycznym i pierwszym dyrygentem orkiestry Filharmonii w Brnie (2009–2015) i dyrektorem muzycznym Opera North w Leeds (2016–2017). Od września 2021 roku jest głównym dyrygentem Orkiestry Symfonicznej Wojwodiny w Nowym Sadzie (serb. Vojvodjanski Simfonijski Orkestar), a od września 2022 roku pierwszym gościnnym dyrygentem Sinfonii Varsovii. 
Wraz z Dagmarą Peckovą i Filharmonią Słowacką wydał w 2015 płytę Sinful Women (Supraphon SU 4181-2). Jest jurorem i wykładowcą festiwalu Summa Cum Laude w Wiedniu, angażował się w projekty orkiestry symfonicznej Uniwersytetu Muzyki i Sztuk Performatywnych w Grazu.
Jako dyrygent muzyczny Opera North kierował Jenůfą Janáčka (2016) i Kawalerem srebrnej róży Straussa (2016), zaś na stanowisku głównego dyrygenta Tyrolskiego Państwowego Teatru i Orkiestry takimi produkcjami, jak Salome Straussa, Latający Holender Wagnera, Madama Butterfly i Tosca Pucciniego, Rycerskość wieśniacza/Pajace Mascagniego/Leoncavalla, Wesele Figara Mozarta, Romeo i Julia Gounoda, Traviata i Nabucco Verdiego, Norma Belliniego i Jezioro łabędzie Czajkowskiego. Dokonał ponadto premier nowych produkcji operowych w Teatrze Narodowym w Belgradzie (Moc przeznaczenia, 2009), Operze w Seattle (Eugeniusz Oniegin, 2020) i Słoweńskim Teatrze Narodowym w Lublanie (Latający Holender, 2013; Apollon Musagète, Oedipus Rex 2021).
Współpracował ponadto z licznymi orkiestrami, takimi jak orkiestra Filharmonii Śląskiej w Katowicach, Royal Liverpool Philharmonic, City of Birmingham Symphony Orchestra, RTÉ National Symphony Orchestra, z Belgijską Orkiestrą Narodową, Monachijską Orkiestrą Radiową, Orkiestrą Symfoniczną Odense, Bournemouth Symphony Orchestra, BBC Scottish Symphony Orchestra, Orkiestrą Symfoniczną Malmö, Orkiestrą Filharmonii Katarskiej, Orkiestrą Beethovenowską w Bonn, orkiestrą Radia i Telewizji Chorwackiej, Orkiestrą Symfoniczną Czeskiego Radia, orkiestrą Filharmonii Słoweńskiej, orkiestrą Opery w Wuppertalu, Orkiestrą Kameralną Lozanny, orkiestrą Teatru Lirycznego im. Giuseppe Verdiego w Trieście, Filharmonikami Bremeńskimi, orkiestrą Teatru w Lubece, Orkiestrą Kameralną Palatynatu Reńskiego, Orkiestrą Symfoniczną Hiszpańskiego Radia i Telewizji, Wiedeńskimi Symfonikami, orkiestrą Filharmonii Drezdeńskiej, Filharmonikami Stuttgardzkimi, Staatskapelle Halle, Praską Orkiestrą Symfoniczną, berlińską Konzerthausorchester, Niemiecką Orkiestrą Symfoniczną w Berlinie, salzburską Mozarteumorchester, Wiedeńską Orkiestrą Kameralną i Wiedeńską Concert-Verein, Szkocką Orkiestrą Kameralną, orkiestrą Filharmonii im. Leoša Janáčka w Ostrawie, Narodową Litewską Orkiestrą Symfoniczną, orkiestrą Tonhalle St. Gallen, Narodową Orkiestrą w Brunszwiku, orkiestrą Filharmonii Belgradzkiej, orkiestrą Filharmonii Zagrzebskiej i orkiestrą Filharmonii Sarajewskiej.

## Wyróżnienia
Marković jest zdobywcą pierwszej nagrody (ex aequo z Modestasem Pitrėnasem) na VII Międzynarodowym Konkursie Dyrygentów im. Grzegorza Fitelberga w Katowicach w 2003 roku, a także stypendystą Fundacji Herberta von Karajana w Berlinie (niem. Herbert von Karajan Stiftung Berlin).